# Champions Trophy mannen 2002
 De 24ste editie van de strijd om de Champions Trophy had plaats van zaterdag 31 augustus tot en met zondag 8 september 2002 op het terrein van hockeyclub Rot Weiss Köln in Keulen. Deelnemende landen waren: Australië, gastland en titelverdediger Duitsland, India, Nederland, Pakistan en Zuid-Korea.

## Selecties

### Australië
Bondscoach: Barry Dancer
1. Jamie Dwyer
2. Liam De Young
3. Adam Commens
4. Michael McCann
5. Robert Hammond
6. Nathan Eglington
7. Paul Gaudoin
8. Ben Taylor
9. Leon Martin (gk)

1. Bevan George
2. Josh Hawes
3. Andrew Smith
4. Mark Hickman (gk)
5. Scott Webster
6. Ben Bishop
7. Matthew Wells
8. Dean Butler
9. Zain Wright

### Duitsland
Bondscoach: Bernhard Peters
1. Clemens Arnold (gk)
2. Christian Schulte (gk)
3. Philipp Crone
4. Max Landshut
5. Christian Wein
6. Björn Michel
7. Sascha Reinelt
8. Oliver Domke
9. Björn Emmerling

1. Sebastian Biederlack
2. Tibor Weißenborn
3. Florian Kunz
4. Eike Duckwitz
5. Timo Weß
6. Christoph Bechmann
7. Justus Scharowsky
8. Matthias Witthaus
9. Philipp Zeller

### India
Bondscoach: Rajinder Singh
1. Devesh Chauhan (gk)
2. Dilip Tirkey
3. Kanwaljit Singh
4. Sukhbir Singh Gill
5. Bimal Lakra
6. Ignace Tirkey
7. Jugraj Singh
8. Arjun Halappa
9. Dhanraj Pillay

1. Tejbir Singh
2. Gagan Ajit Singh
3. Viren Rasquinha
4. Daljit Singh Dhillon
5. Bharat Chetry (gk)
6. Dinesh Nayak
7. Deepak Thakur
8. Prabjoth Singh
9. Vikram Pillay

### Nederland
Bondscoach: Joost Bellaart
1. Guus Vogels (gk)
2. Bram Lomans
3. Geert-Jan Derikx
4. Erik Jazet
5. Floris Evers
6. Sander van der Weide
7. Ronald Brouwer
8. Piet-Hein Geeris
9. Maarten Froger

1. Jeroen Delmee
2. Josef Kramer (gk)
3. Teun de Nooijer
4. Jan Jörn van 't Land
5. Rob Reckers
6. Matthijs Brouwer
7. Rob Derikx
8. Taeke Taekema
9. Menno Booij

### Pakistan
Bondscoach: Tahir Zaman
1. Muhammad Qasim (gk)
2. Sohail Abbas
3. Tariq Imran
4. Muhammad Usman
5. Muhammad Saqlain
6. Waseem Ahmad
7. Mohammad Nadeem
8. Mohammad Sarwar
9. Kashif Jawwad

1. Khalid Saleem
2. Muhammad Shabbir
3. Ahmed Alam (gk)
4. Zeeshan Ashraf
5. Ghazanfar Ali
6. Dilawar Hussain
7. Mudassar Ali Khan
8. Kamran Ashraf
9. Rehan Butt

### Zuid-Korea
Bondscoach: Kim Young-Kyu
1. Kang Keon-Wook
2. Shin Seok-Kyo
3. Lim Jung-Chun (gk)
4. Kang Seong-Jung
5. Kim Yong-Bae
6. Yeo Woon-Kon
7. Kim Jung-Chul
8. Song Seung-Tae
9. Seo Jong-Ho

1. Lee Nam-Yong
2. Kim Kyung-Seok
3. Kim Yoon (gk)
4. Kim Sam-Seok
5. Hwang Jong-Hyun
6. Kim Chul
7. Ji Seong-Hwan
8. Jeon Jong-Ha
9. You Hyo-Sik

## Scheidsrechters
- Christian Bläsch
- Ray O'Connor
- David Gentles

- Han Jin-Soo
- Markus Meyer
- Satinder Kumar

- Gregory Maya Perez
- David Leiper
- Philip Schellekens

## Voorronde
- Duitsland-Pakistan 3-2
- Nederland-India 3-3
- Zuid-Korea-Australië 3-2

- Duitsland-India 3-2
- Pakistan-Zuid-Korea 4-1
- Nederland-Australië 6-1

- Australië-India 2-3
- Nederland-Pakistan 3-1
- Duitsland-Zuid-Korea 2-1

- Pakistan-India 2-3
- Nederland-Zuid-Korea 4-2
- Duitsland-Australië 3-2

- Pakistan-Australië 2-0
- Nederland-Duitsland 5-2
- Zuid-Korea-India 4-2

### Eindstand voorronde
| Team       | Pts | Pld | W | D | L | GF | GA | GD  |
| ---------- | --- | --- | - | - | - | -- | -- | --- |
| Nederland  | 13  | 5   | 4 | 1 | 0 | 21 | 9  | +12 |
| Duitsland  | 12  | 5   | 4 | 0 | 1 | 13 | 21 | −8  |
| India      | 7   | 5   | 2 | 1 | 2 | 13 | 14 | −1  |
| Pakistan   | 6   | 5   | 2 | 0 | 3 | 11 | 10 | +1  |
| Zuid-Korea | 6   | 5   | 2 | 0 | 3 | 11 | 14 | −3  |
| Australië  | 0   | 5   | 0 | 0 | 5 | 7  | 17 | −10 |

## Play-offs
Om vijfde plaats
| 8 september |       |            |  |
| Australië   | 3 – 0 | Zuid-Korea |  |
|             |       |            |  |

Troostfinale
| 8 september |       |          |  |
| India       | 3 – 4 | Pakistan |  |
|             |       |          |  |

Finale
| 8 september |                           |           |  |
| Duitsland   | 2 – 2 2 – 3 (strafballen) | Nederland |  |
|             |                           |           |  |

## Eindstand
1. Nederland
2. Duitsland
3. Pakistan
4. India
5. Australië
6. Zuid-Korea

## Topscorers
- In onderstaand overzicht zijn alleen de spelers opgenomen met vier of meer treffers achter hun naam.

| № | Naam              | Land      | Goals | SC | SB |
| - | ----------------- | --------- | ----- | -- | -- |
| 1 | Taeke Taekema     | Nederland | 7     |    |    |
| 2 | Jugraj Singh      | India     | 4     |    |    |
|   | Ronald Brouwer    | Nederland | 4     |    |    |
|   | Matthijs Brouwer  | Nederland | 4     |    |    |
|   | Gagan Ajit Singh  | India     | 4     |    |    |
|   | Bram Lomans       | Nederland | 4     |    |    |
|   | Ali Khan Mudassar | Pakistan  | 4     |    |    |

Mannen:
Lahore 1978 ·
Karachi 1980 ·
Karachi 1981 ·
Amstelveen 1982 ·
Karachi 1983 ·
Karachi 1984 ·
Perth 1985 ·
Karachi 1986 ·
Amstelveen 1987 ·
Lahore 1988 ·
Berlijn 1989 ·
Melbourne 1990 ·
Berlijn 1991 ·
Karachi 1992 ·
Kuala Lumpur 1993 ·
Lahore 1994 ·
Berlijn 1995 ·
Chennai 1996 ·
Adelaide 1997 ·
Lahore 1998 ·
Brisbane 1999 ·
Amstelveen 2000 ·
Rotterdam 2001 ·
Keulen 2002 ·
Amstelveen 2003 ·
Lahore 2004 ·
Chennai 2005 ·
Barcelona 2006 ·
Kuala Lumpur 2007 ·
Rotterdam 2008 ·
Melbourne 2009 ·
Mönchengladbach 2010 ·
Auckland 2011 ·
Melbourne 2012 ·
Bhubaneswar 2014 ·
Londen 2016 ·
Breda 2018
Vrouwen:
Amstelveen 1987 ·
Frankfurt 1989 ·
Berlijn 1991 ·
Amstelveen 1993 ·
Mar del Plata 1995 ·
Berlijn 1997 ·
Brisbane 1999 ·
Amstelveen 2000 ·
Amstelveen 2001 ·
Macau 2002 ·
Sydney 2003 ·
Rosario 2004 ·
Canberra 2005 ·
Amstelveen 2006 ·
Quilmes 2007 ·
Mönchengladbach 2008 ·
Melbourne 2009 ·
Nottingham 2010 ·
Amstelveen 2011 ·
Rosario 2012 ·
Mendoza 2014 ·
Londen 2016 ·
Changzhou 2018